# تو مال منی (فیلم ۲۰۱۸)
تو مال منی 
(به تلوگویی: Naa Nuvve) و (به انگلیسی: You're mine) فیلمی محصول سال ۲۰۱۸ و به کارگردانی جایندرا پانچاپاکسان است. در این فیلم بازیگرانی همچون نانداموری کالیان رام و تمنا باتیا ایفای نقش کرده‌اند.